# Mölltorps landskommun
Mölltorps landskommun var en tidigare kommun i dåvarande Skaraborgs län. 

## Administrativ historik
Den inrättades i Mölltorps socken i Vadsbo härad i Västergötland när 1862 års kommunalförordningar trädde i kraft.
Ur landskommunen utbröts 1885 en del till den då bildade Karlsborgs landskommun.
Vid kommunreformen 1952 bildade den storkommun tillsammans med Breviks landskommun och Ransbergs landskommun.
I kommunen inrättades 30 maj 1941 Mölltorps municipalsamhälle som upplöstes 31 december 1958.
När nästa kommunreform genomfördes upplöstes kommunen år 1971 och delades så att Breviks och Mölltorps församlingar fördes till Karlsborgs kommun, medan Ransbergs församling fördes till Tibro kommun.
Kommunkoden var 1636.

### Kyrklig tillhörighet
I kyrkligt hänseende tillhörde kommunen Mölltorps församling. Den 1 januari 1952 tillkom Breviks församling och Ransbergs församling.

## Geografi
Mölltorps landskommun omfattade den 1 januari 1952 en areal av 258,58 km², varav 231,13 km² land.

### Tätorter i kommunen 1960
| Tätort             | Folkmängd |
| ------------------ | --------- |
| Mölltorp           | 770       |
| Karlsborg, del ava | 274       |
| Fagersanna         | 213       |

Tätortsgraden i kommunen var den 1 november 1960 33,2 procent.

## Politik

### Mandatfördelning i valen 1938-1966
| 9 | 1 | 3 | 7 |

| 19 |

| 9 | 5 | 4 | 2 |

| 20 |

| 3 | 9 | 1 | 4 | 3 |

| 19 |

|  | 15 | 14 | 5 |

| 35 |

|  | 15 | 12 | 5 | 2 |

| 35 |

|  | 14 | 13 | 4 | 3 |

| 34 |

|  | 14 | 12 | 5 | 3 |

| 32 |

|  | 12 | 14 | 4 |  | 3 |

| 32 |